# Milladoiro
Milladoiro és un grup de música folk de Galícia. De vegades comparats amb els Chieftains, estan entre els grups més importants de música celta.

## Història
El grup fou fundat per Rodrigo Romaní i Antón Seoane el 1978, i immediatament publicaren el seu primer disc, Milladoiro. En aquest enregistrament ja hi havia Xosé V. Ferreirós, en aquells moments esmentat com a "artista convidat". El mateix any, el disc ja rebé premis de la crítica.
Ferreirós, per altra banda, amb Nando Casal i Moncho García Rei, formà el grup Faíscas do Xiabre, i convidà Romaní i Seoane a participar en el seu proper disc.
La fusió dels dos grups, amb l'afegit del flautista Xosé A. Méndez i de la violinista Laura Quintillán, constituí la fundació de Milladoiro.
Per commemorar el 25è aniversari del grup, es publicà un disc recopilatori anomenat XXV el 2005.

## Components
Membres fundadors
- Rodrigo Romaní (Arpes, buzuki, guitarra acústica, arpa jueva) 1978-2000
- Xosé V. Ferreirós (Gaites, mandolina, tin whistle, buzuki, percussions) 1978-
- Nando Casal (Gaites, clarinet, tin whistle, percussions, veus) 1978-
- Antón Seoane (Teclats, guitarra, hurdy gurdy, acordió, veus) 1978-
- Xosé A. Méndez (Flautes) 1979-
- Moncho García Rei (Bodhran, percussions, veus) 1978-
- Laura Quintillán (violí) 1979-1980

Altres
- Michel Canadá (violí) 1980-1993
- Antón Seijó (violí) 1993-1999
- Harry C. (violí) 1999-
- Roi Casal (Arpa, buzuki, ocarina, percussions) 2000-
- Manú Conde (Guitarres, buzuki) 2000-

## Discografia
- 1978 Milladoiro
- 1979 A Galicia de Maeloc
- 1980 O berro seco
- 1982 Milladoiro 3
- 1984 Solfafria
- 1987: banda sonora de la pel·lícula Divinas palabras
- 1989 Castellum Honesti
- 1991 Galicia no Tempo
- 1993 A Via Láctea
- 1993 A xeometría da Alma
- 1994 Iacobus Magnus
- 1995 Gallaecia Fulget
- 1995 As fadas de estraño nome - Concert.
- 1999 No confín dos verdes castros
- 1999 Auga de Maio
- 2002 O niño do sol
- 2005 XXV - Recopilatori.